# Serra de Llobera
La Serra de Llobera és una serra situada al municipi de Llobera (Solsonès), amb una elevació màxima de 876,5 metres.